# Spercheus
Рід Сперхей (Spercheus Kugelann, 1798, утворене від імені давньогрецького бога Сперхея) належить до монотипної родини Spercheidae (Сперхейні) із надродини Hydrophiloidea (Водолюбові). Налічує 18 видів і два підвиди у світовій фауні, поширених на всіх континентах, окрім Північної Америки (північніше Мексики). В Палеарктиці — 7 видів (переважна більшість — у східній частині), в Європі та в Україні — один вид: Spercheus emarginatus (Schaller, 1783).

## Філогенетичне походження[1]
Spercheidae за зовнішньою будовою відокремлені від решти водолюбових і утворюють монофілетичну групу, яка характеризується багатьма унікальними ознаками дорослих і личинок. Більшість із ознак пов’язані з фільтрувальним засобом живлення і реалізовані в будові голови та травного каналу (Beutel 1994).
Були запропоновані дві альтернативні гіпотези щодо філогенетичного положення Spercheidae. Перша гіпотеза розглядає сперхеїд як похідну кладу в межах Hydrophiloidea s.str., розглядаючи морфологію голови личинки як вторинну похідну від хижого гідрофілоїдного предка. Тому Spercheidae поміщають як сестринську групу або Hydrophilidae, або Hydrochidae. Друга гіпотеза розглядає Spercheidae як сестринську групу всіх інших Hydrophiloidea s.str. або всіх Hydrophiloidea + Histeroidea, і тоді морфологія голови, подібна до сперхеїд, вважається предковою для всієї групи. Молекулярний аналіз підтверджує обидві вищезазначені гіпотези при використанні різних маркерів.
Скам'янілості Spercheidae сягають пізнього юрського періоду

## Морфологічні ознаки[1]

### Імаго
Довжина ~1,9-7,0 мм. Тіл в 1,8-2,1 рази довше за ширину, боки більш-менш рівномірно заокруглені, добре склеротизовані та помірно-сильно опуклі; жовтуваті до темно-коричневих, надкрила часто з малюнком з темних і блідих плям; дорсальні поверхні гладкі та голі, з міцними прямостоячими булавоподібними щетинками; Надкрила ребристі, поздовжні кілі у деяких видів з піднятими горбками; вентральні поверхні повністю вкриті гідрофобним опушенням (пластроном) у S. emarginatus, без щільного опушення на 2-5 черевних вентритах і на епіплеврі в інших видів Spercheus.

#### Голова
Голова більш-менш прямокутна, глибоко вставлена в передньогруди, сильно звужена за очима. Очі добре розвинені, злегка опуклі, круглі і цільні, дрібно фасеткові, без межових щетинок. Вставні Вусики зверху приховані; присутня субантенальна борозна. Лобно-склеповий шов редукований або частково чіткий, майже прямий, середній черепний шов помітний лише ззаду у деяких видів; кліпеус великий, статево диморфний, глибоко вирізаний і з кутастими частками у самців, слабо вирізаний і з округлими частками у самок. Губа сильно поперечна, добре склеротизована, зрізана або вигнута по передньому краю, не звужена біля основи, втягнута під наличник і не помітна зверху. Вусики короткі, 7-членикові, з опушеною широко конічною ніжкою, чашкою та 3-члениковою булавою, ніжка та чашка розділені невеликим голим антенномером. Мандибули помірно великі, приховані під кліпеусом; верхівка двозуба; мола добре розвинена, злегка асиметрична; протека добре розвинена, перетинчаста, без зчленованих або склерозованих відростків. Максила із щетинковими галеями та лациніями, галеї довгі, тонкі та пальцеподібні, з двома рядами щетинок; лацинія з невеликим ункусом, прихованим серед довгих щетинок, щетинки прості або гребінчасті; верхньощелепні пальпи з 4 пальпомерами, тонкі, завдовжки майже як вусики; верхівковий верхньощелепний пальпомер довгий і асиметричний. Ментум дуже великий, поперечний, підпрямокутний; передінь дволопатева, опушена, кожна частина з поперечно-овальним склеритом; губні пальпи з трьома пальпомерами, помірної довжини, розташовані на передньобокових кутах ментума. Корпотенторій вузький; ламіни добре розвинені, іноді зустрічаються по середній лінії. Гуларні склерити добре розвинені.

#### Груди
Передньоспинка приблизно в 0,4-0,5 рази довша за ширину, найширша посередині або в передній третині, приблизно такої ж ширини, як основа надкрил; боки сильно вигнуті, сплощені. Поверхня плоска з булавоподібними щетинками або з серединними і субмедіанними вдавленнями. Передній край сильно подвійно вигнутий, серединна частина трохи подана вперед. Бічні кили передньоспинки повні, зубчасті або з пальчастими частками; передні кути сильно виступають і гострі; задні кути від прямих до закруглених; задній край злегка вигнутий до прямого, з нижнім стернальним кілем, який замикається з надкрилами та плечима.

##### Передньогруди
Передня частина передньогрудей плоска або слабко піднята медіально, попереду тазів коротша за найкоротший діаметр прококсальної западини. Передньострижневий відросток повний і трохи розширений апікально у більшості Spercheus, неповний у S. emarginatus. Нотостернальні шви завершені. Гіпомерон із широкою голою та блискучою бічною частиною, відділеною ребром від опушеної мезальної частини; без вусикових борозен. Прококси більш-менш конічні та виступаючі, з короткими або помірно довгими прихованими бічними розширеннями; вертели більш-менш оголені; ендоплнвр не зрощений з нотумом. Прококсальні порожнини злегка поперечні, вузько розділені (у більшості Spercheus, або суміжні ззаду, як у S. emarginatus). у більшості видів закриті зовні, відкриті у S. emarginatus, з коротким і широким передньобоковим розширенням. Всередині закриті.

##### Середньо й задньогруди
Плечові бугри різко підняті, трикутні, гострі ззаду. Надкрила в 1,2-1,5 рази довші за сукупну ширину і в 3,0-3,5 рази довші від передньоспинки; боки зазвичай помірно вигнуті, а вершини разом закруглені; плечові бугри добре розвинені, дещо вдавлені там, де перекриваються переднеспинкою; диск без чітких точкових рядів, точки неправильної форми, поверхня з чотирма більш-менш чіткими ребрами (відсутні у деяких видів). Епіплеври широкі по всій довжині, сплощені, у більшості видів не розділені на опушену та оголену частини (з широкою базальною опушеною частиною у S. emarginatus). Мезовентрит відділений від мезанепістерни повними швами, плоский, без будь-яких килів або виступів, без прококсальних залишків, без суміжних швів по середній лінії, досить широко прилеглий. Мезококсали злегка поперечні з відкритими трохантинами. Мезококсальні порожнини суміжні, закриті збоку мезепімероном і мезанепістемумом. Метавентрит чітко поперечний, плоский, дискримен відсутній, присутній і дуже чіткий поперечний (метакатепістернальний) шов; оголена частина метанепістернума помірно широка , не прихована під надкрилами. Метакокси сильно поперечні та субсуміжні, розширюються вбік до надкрил: пластинки відсутні. Метендостерніт із короткою ніжкою та довгими бічними рукавами; передній відросток відсутній.

#### Крила
Заднє крило з довгою радіальною зоною вигину, на кінці якої є чіткий шарнір; апікальне поле зазвичай з трьома радіальними розширеннями; поперечна жилка r3 відсутня: поперечна жилка r4 повна; RP помірно довгий, редукований базально, добре склеротований дистально і разом з MP1+2 утворює петлю R-M, медіальна шпора дуже коротка, пряма і закінчується задовго до краю крила; МР3+4 відсутня; присутні базальні та клиноподібні комірки, з частково редукованими жилками на задніх краях. AA3 переважно відсутні, у S. emarginatus довга і досягає краю крила: AP відсутній.

#### Ноги
Стегнове прикріплення вертлюга косе, при цьому основа стегна вільна і не контактує з вертлюгом спереду в середній нозі. контактуючи з вертлюгом задньої ноги. Гомілки широкоциліндричні, з рядами шипів, у багатьох видів також із кутикулярними зубцями, особливо вздовж бічного краю. плавальні волоски, присутні на середніх та задніх гомілках у багатьох видів; великі шпори гомілок дуже короткі. Лапки зазвичай 4-4-4 (5-5-5 у S. emarginatus}, лапки прості, у деяких видів з невеликою килькістю плавальних волосків на дорсальній повержні; коготки прості; емподій добре розвинений, багатощетинковий.

#### Черевце
Черевце з п'ятьма вільними вентритами; вентрит І без серединного киля: Міжкоксальний відросток гострий. Функціональні дихальця на I-VI сегментах черевця; черевні тергіти порівняно злегка склеротизовані, як правило, з плямами криловидних зазубрин на одному або килькох сегментах. Передній край VIII стерніту у самця без серединної стійки. Передній край сегмента IX у самців широко заокруглений або усічений, без spiculum gastrale: тергіт IX вирізаний: тергіт X вільний. Едеагус трилопатевого типу, симетричний, з дуже короткою фалобазою і простими парамерами; пеніс з базальними опорами. Яйцеклад помірно подовжений, злегка склеротований; парапрокти набагато коротші за коксити, які поділяються на широку проксимальну частку, тонку дистальну частку та невеликі кінцеві грифелі.

### Преімагінальні стадії
Преімагінальні стадії описані для трьох видів, в тому числі — для європейського S. emarginatus. Для нього ж описана (але неповно проілюстрована) лялечка Кусаком (1852).

#### Яйце
Яйця відкладаються в мішкоподібний яєчний футляр, який самка прикріплює до задніх стегон і носить під черевом. Ембріональний розвиток займає килька днів.

#### Личинки
Тіло подовжене, найширше в середині черевця, злегка сплощене; головка і протергум добре склеротизовані, інші поверхні більш-менш перетинчасті, тергум VIII зі склеротованим тергітом; поверхні опушені, черевце з бічними виступами.

##### Голова
Голова прямокутна, ширша за довжину, більш-менш паралельна; задній край дорсально прямий, вентрально трохи вирізаний; епікраніальна ніжка (= корональна лінія) відсутня; передні плечі V-подібні зі зближеними основами; серединній внутрішній киль відсутній. Кожна сторона голови з 5 стеблами, добре відокремленими один від одного. Лобно-кліпеальний шов відсутній, а верхня губа зрощена з головною капсулою, утворюючи кліпеолабрум, його передній край дугоподібний або кутоподібний, без утворення серединної частини (= nosale) і верхньостомальних часток (= adnasalia) (ці частини, здається, вторинно зменшені на основі хетотаксії). Антени добре розвинені, тонкі та подовжені, 3-сегментовані, антеномери майже рівні за довжиною або антеномери 2-3 подовжені. Антеномер 2 з латерально розташованим сенсорієм, який невеликий за розміром і, отже, дуже нечіткий. Мандибули симетричні, помірно широкі, біля основи з вузькою, вигнутою однозубою верхівкою, з 2 внутрішніми зубами (= сітківкою), з яких один дистальний розташований близько до верхівки нижньої щелепи; отже, нижня щелепа виглядає двозубою, гомологічність дистального внутрішнього зуба з іншими гідрофілоїдами підтверджено хетотаксією; вентральна сторона нижньої щелепи з рядом щетинок (у більшості видів) або неправильним рядом дрібних зубів і нерівностей; мола та протека відсутні; базальний педіцил відсутній. Вентральний ротовий апарат чітко втягнутий, із зоною артикуляції; верхня щелепа шестикутна, кардо чіткий, складається з одного великого склериту: листочки приблизно такої ж довжини, як і ширини, відкриті мезально; галея (= внутрішній придаток) довга, добре склеротована. пальцеподібна, зчленована та розташована на вершині пальпіфер; лацинія (= внутрішня проекція листки, гомологічні внутрішній стороні листків в інших гідрофілоїдів на основі положення листкової сенсилли) широка біля основи, гостра на вершині та вистелена щетинками; щиток 3-сегментний. з сегментоподібним пальпіфером. Губа складається з субментуму, зрощеного з капсулою-намистинкою, і вільної пластинчастої структури (передументуму), утвореної злитими передменюмом і передменюком; пальпи 1-сегментовані, членисті (у більшості видів) або зрощені з передментумом. Гіпофарингеальний склером і гіпостомальні стрижні відсутні, вентральні епікраніальні валики відсутні. Гуларна область широка, гуларні шви добре розділені.

##### Груди
Передньогруди такої ж довжини, як середньо- або заднегруди, з однією тергальною пластинкою, розділеною середньою екдисляльною лінією; середньогруди з парою вузьких тергітів спереду, заднегруди без склеротованих пластинок. Передньогрудний вентер без передстемальної пластинки, лише зі склеротованими прекоксальними ділянками. Ноги добре розвинені, довгі та тонкі, 5-сегментовані з претарзусом, який утворює чіткий кігтик, з килькома довгими щетинками на передтарсусі; тазики широко розставлені.

##### Черевце
Сегменти черевця злегка склерозовані. I-VII сегменти дорсально з поперечним рядом маленьких пальчастих щетинкових виступів, I-VIII сегменти з короткими конічними бічними виступами; черевна грудина без передніх ніжок. Верхівка черевної порожнини з дихальним передсердям, утвореним видозмінами сегментів VIII-X (тергум VIII утворює дорсальний клапан зі склерозованою пластинкою на верхівці черевця, сегмент IX трилопатевий і утворює вентральний клапан, який несе пару маленьких 1-сегментованих урогомфів; великі орієнтовані ззаду дихальця розташований між ними, а сегмент X зменшений і вентральний. Функціональні дихальця відсутні, за винятком збільшеної кильцевої пари в спиракулярному атріумі.

#### Лялечка
Лялькування відбувається поза водою, в камері лялечки, побудованої з ґрунту та частинок рослин, прикріплених до поверхонь (рослин?) на відстані килькох сантиметрів над поверхнею води або розташованих серед рослинних залишків біля кромки води; стадія лялечки коротка, займає близько 5-7 днів.

## Життєвий цикл[1]
Самки носять пакет з яйцями на черевці, що в інших випадках зустрічається лише у Helochares. Личинковий розвиток включає три личинкові стадії і займає близько 30-35 днів у S. emarginatus.

## Спосіб життя[1]
Як дорослі особини, так і личинки є водними, населяють стоячі водойми з густою рослинністю. Дорослі особини живуть скритно серед зануреної рослинності та можуть ходити по нижній частині водної поверхні та фільтрувати з неї залишки рослин і гниючий органічний матеріал. Як і в Hydrophilidae, вони дихають атмосферним киснем, який міститься в повітряному міхурі на черевній стороні голови, грудей і першого черевного вентриту; антени використовуються для встановлення зв’язку між атмосферою та повітряним міхуром у вентиляційному отворі, коли жуку потрібно відновити подачу повітря.
Личинки повільно рухаються, тримаються близько до поверхні води, а також можуть ходити по її дну. Вони живляться детритом що дрейфує, водоростями та детритом із субстрату, а також мертвою здобиччю безхребетних. Деякі дослідження вказують на те, що личинки S. emarginatus також є хижаками, харчуються дрібними безхребетними і є канібалами, чого не спостерігалося в деяких інших випадках. Усі досліджені личинки Spercheus мають великий м’язовий зубчастий передшлунок, який, ймовірно, допомагає переробляти їжу на основі детриту. 

## Класифікація[2]
До роду Spercheus належать наступні види, поширені в Палеарктиці. Вид, що зустрічається в Україні, помічений *.
- Spercheus belli Champion, 1919
- Spercheus burgeoni Orchymont, 1929
- Spercheus cerisyi (Guérin-Méneville, 1844)
- Spercheus crenulatus Fairmaire, 1893
- Spercheus emarginatus* (Schaller, 1783)
- Spercheus fimbriicollis Bruch, 1915
- Spercheus gerardi Orchymont, 1929
- Spercheus halophilus Archangelsky, 2001
- Spercheus hanseni Hebauer, 1990
- Spercheus hovanus Fairmaire, 1903
- Spercheus humeralis Régimbart, 1906
- Spercheus platycephalus W.S. Macleay, 1825
- Spercheus senegalensis Laporte de Castelnau, 1832
- Spercheus siamensis Hebauer, 1990
- Spercheus spangleri Hebauer, 1990
- Spercheus stangli Schwarz & Barber, 1918
- Spercheus stasimus Orchymont, 1937
- Spercheus wattsi Hebauer, 1999